# Liste des ministres italiens de la Fonction publique
Cet article dresse la liste des ministres italiens chargés de la Fonction publique depuis la création du poste en 1950.
Le ministre actuel est Paolo Zangrillo, nommé le 22 octobre 2022 par le président de la République, Sergio Mattarella, sur proposition de la présidente du Conseil des ministres, Giorgia Meloni.

## Liste des ministres
| Ministre (Naissance–Décès)                                  | Ministre (Naissance–Décès)          | Gouvernement                       | Parti | Parti       | Mandat            |
| ----------------------------------------------------------- | ----------------------------------- | ---------------------------------- | ----- | ----------- | ----------------- |
|                                                             | Raffaele Pio Petrilli (1892-1971)   | 28 janvier 1950 – 26 juillet 1951  |       | DC          | De Gasperi VI     |
| Poste non-pourvu                                            |                                     |                                    |       |             |                   |
|                                                             | Salvatore Scoca (1894-1962)         | 17 août 1953 – 19 janvier 1954     |       | DC          | Pella             |
|                                                             | Umberto Tupini (1889-1973)          | 19 janvier 1954 – 6 juillet 1955   |       | DC          | Fanfani I         |
| Scelba                                                      | Umberto Tupini (1889-1973)          | 19 janvier 1954 – 6 juillet 1955   |       | DC          |                   |
|                                                             | Guido Gonella (1905-1982)           | 6 juillet 1955 – 20 mai 1957       |       | DC          | Segni I           |
|                                                             | Mario Zotta (1904-1963)             | 20 mai 1957 – 2 juillet 1958       |       | DC          | Zoli              |
|                                                             | Camillo Giardina (1907-1985)        | 2 juillet 1958 – 16 février 1959   |       | DC          | Fanfani II        |
|                                                             | Giorgio Bo (1905-1980)              | 16 février 1959 – 11 avril 1960    |       | DC          | Segni II          |
| Tambroni                                                    | Giorgio Bo (1905-1980)              | 16 février 1959 – 11 avril 1960    |       | DC          |                   |
|                                                             | Armando Angelini (1891-1968)        | 11 avril 1960 – 27 juillet 1960    |       | DC          | Tambroni          |
|                                                             | Tiziano Tessitori (1895-1973)       | 27 juillet 1960 – 22 février 1962  |       | DC          | Fanfani III       |
|                                                             | Giuseppe Medici (1907-2000)         | 22 février 1962 – 22 juin 1963     |       | DC          | Fanfani IV        |
|                                                             | Roberto Lucifredi (1909-1981)       | 22 juin 1963 – 5 décembre 1963     |       | DC          | Leone I           |
|                                                             | Luigi Preti (1914-2009)             | 5 décembre 1963 – 24 février 1966  |       | PSDI        | Moro I·II         |
|                                                             | Virginio Bertinelli (1901-1973)     | 24 février 1966 – 25 juin 1968     |       | PSDI        | Moro III          |
|                                                             | Tiziano Tessitori (1895-1973)       | 25 juin 1968 – 13 décembre 1968    |       | DC          | Leone II          |
|                                                             | Eugenio Gatto (1911-1981)           | 13 décembre 1968 – 28 mars 1970    |       | DC          | Rumor I·II        |
|                                                             | Remo Gaspari (1921-2011)            | 28 mars 1970 – 26 juin 1972        |       | DC          | Rumor III         |
| Colombo                                                     | Remo Gaspari (1921-2011)            | 28 mars 1970 – 26 juin 1972        |       | DC          |                   |
| Andreotti I                                                 | Remo Gaspari (1921-2011)            | 28 mars 1970 – 26 juin 1972        |       | DC          |                   |
|                                                             | Silvio Gava (1901-1999)             | 26 juin 1972 – 15 mars 1974        |       | DC          | Andreotti II      |
| Rumor IV                                                    | Silvio Gava (1901-1999)             | 26 juin 1972 – 15 mars 1974        |       | DC          |                   |
|                                                             | Luigi Gui (1914-2010)               | 15 mars 1974 – 23 novembre 1974    |       | DC          | Rumor V           |
|                                                             | Francesco Cossiga (1928-2010)       | 23 novembre 1974 – 12 février 1976 |       | DC          | Moro IV           |
|                                                             | Tommaso Morlino (1925-1983)         | 12 février 1976 – 30 juillet 1976  |       | DC          | Moro V            |
| Poste non-pourvu                                            |                                     |                                    |       |             |                   |
|                                                             | Massimo Severo Giannini (1915-2000) | 5 août 1979 – 18 octobre 1980      |       | PSI         | Cossiga I·II      |
|                                                             | Clelio Darida (1927-2017)           | 18 octobre 1980 – 28 juin 1981     |       | DC          | Forlani           |
|                                                             | Dante Schietroma (1917-2004)        | 28 juin 1981 – 4 août 1983         |       | PSDI        | Spadolini I·II    |
| Fanfani V                                                   | Dante Schietroma (1917-2004)        | 28 juin 1981 – 4 août 1983         |       | PSDI        |                   |
|                                                             | Remo Gaspari (1921-2011)            | 4 août 1983 – 18 avril 1987        |       | DC          | Craxi I·II        |
|                                                             | Livio Paladin (1933-2000)           | 18 avril 1987 – 29 juillet 1987    |       | Indépendant | Fanfani VI        |
|                                                             | Giorgio Santuz (1936)               | 29 juillet 1987 – 13 avril 1988    |       | DC          | Goria             |
|                                                             | Paolo Cirino Pomicino (1939)        | 13 avril 1988 – 23 juillet 1989    |       | DC          | De Mita           |
|                                                             | Remo Gaspari (1921-2011)            | 23 juillet 1989 – 24 avril 1992    |       | DC          | Andreotti VI·VII  |
| Poste non-pourvu                                            |                                     |                                    |       |             |                   |
|                                                             | Sabino Cassese (1935)               | 29 avril 1993 – 11 mai 1994        |       | Indépendant | Ciampi            |
|                                                             | Giuliano Urbani (1937)              | 11 mai 1994 – 17 janvier 1995      |       | FI          | Berlusconi I      |
|                                                             | Franco Frattini (1957)              | 17 janvier 1995 – 22 mars 1996     |       | FI          | Dini              |
|                                                             | Giovanni Motzo (1930-2002)          | 22 mars 1996 – 18 mai 1996         |       | Indépendant | Dini              |
|                                                             | Franco Bassanini (1940)             | 18 mai 1996 – 21 octobre 1998      |       | PDS         | Prodi I           |
|                                                             | Angelo Piazza (1955)                | 21 octobre 1998 – 22 décembre 1999 |       | SDI         | D'Alema I         |
|                                                             | Franco Bassanini (1940)             | 22 décembre 1999 – 11 juin 2001    |       | DS          | D'Alema II        |
| Amato II                                                    | Franco Bassanini (1940)             | 22 décembre 1999 – 11 juin 2001    |       | DS          |                   |
|                                                             | Franco Frattini (1957)              | 11 juin 2001 – 14 novembre 2002    |       | FI          | Berlusconi II     |
|                                                             | Luigi Mazzella (1932)               | 14 novembre 2002 – 2 décembre 2004 |       | Indépendant | Berlusconi II     |
|                                                             | Mario Baccini (1957)                | 2 décembre 2004 – 17 mai 2006      |       | UDC         | Berlusconi II·III |
|                                                             | Luigi Nicolais (1942)               | 17 mai 2006 – 8 mai 2008           |       | DS / PD     | Prodi II          |
|                                                             | Renato Brunetta (1950)              | 8 mai 2008 – 16 novembre 2011      |       | PDL         | Berlusconi IV     |
|                                                             | Filippo Patroni Griffi (1955)       | 16 novembre 2011 – 28 avril 2013   |       | Indépendant | Monti             |
|                                                             | Gianpiero D'Alia (1966)             | 28 avril 2013 – 22 février 2014    |       | UDC         | Letta             |
|                                                             | Marianna Madia (1980)               | 22 février 2014 – 1er juin 2018    |       | PD          | Renzi             |
| Gentiloni                                                   | Marianna Madia (1980)               | 22 février 2014 – 1er juin 2018    |       | PD          |                   |
|                                                             | Giulia Bongiorno (1966)             | 1er juin 2018 – 5 septembre 2019   |       | Lega        | Conte I           |
|                                                             | Fabiana Dadone (1984)               | 5 septembre 2019 – 13 février 2021 |       | M5S         | Conte II          |
|                                                             | Renato Brunetta (1950)              | 13 février 2021 – 22 octobre 2022  |       | FI          | Draghi            |
|                                                             | Paolo Zangrillo (1950)              | depuis le 22 octobre 2022          |       | FI          | Meloni            |
| Titres successifs : - Administration publique (depuis 2018) |                                     |                                    |       |             |                   |